# Palais Woronzow (München)
Das Palais Woronzow in München ist ein Gebäude, das als Baudenkmal in die Bayerische Denkmalliste eingetragen ist.

## Entstehung
Auf dem Anwesen im Bereich der Herzogspitalstraße 12 hatte die Gesellschaft Jesu
Seminarräume für das Institut Sancti Gregorii Magni errichtet, es umfasste:
- Von 1694 bis 1806 Neuhauser Straße 18 mit Herzogspitalstraße Nr. 19 und 20
- Von 1694 bis 1790 Neuhauser Straße 23 und 24 mit Herzogspitalstraße 21
- Von 1739 bis 1806 Neuhauser Straße 20.

Das Institut Sancti Gregorii Magni der Gesellschaft Jesu wurde 1806 aufgelöst. Die Aufhebung des Jesuitenordens war 1773 durch Clemens XIV. verfügt worden. Von 1802 bis 1803 wurde die Säkularisation in Bayern durchgeführt.

## Architektur und Geschichte
1807 ließ der königlich bayerische Rat, Hofgerichtsadvokat, Universitätsfiskal und Armen-Instituts-Assessor Jakob Ludwig auf dem Anwesen einen Neubau erstellen und ersteigerte es am 22. Februar 1808 für 18.000 Gulden.
Das Gebäude erhielt um 1820 eine Fassade im Empirestil.
Der russische Gesandte Iwan Illarionowitsch Woronzow-Daschkow ließ als Mieter 1823 Jean Baptiste Métivier das Tragsystem des Gebäudes auf neun Felder verdichten, wodurch der erste Stock als Ballsaal genutzt werden konnte.
Maximilian I. Joseph (Bayern) war am Abend des  12. Oktober 1825 Gast im Palais Woronzow und wurde am nächsten Morgen tot in seinem Bett in Schloss Nymphenburg aufgefunden.
Der Gesandtschaftssekretär Fjodor Iwanowitsch Tjuttschew betreute von hier mit Friedrich Ludwig Lindner die Öffentlichkeitsarbeit im Russisch-Türkischen Krieg von 1828–1829.
Von 1830 bis 1877 war im Gebäude das Wilhelmsgymnasium München untergebracht.
1879 wurde das Gebäude als Augenklinik genutzt.

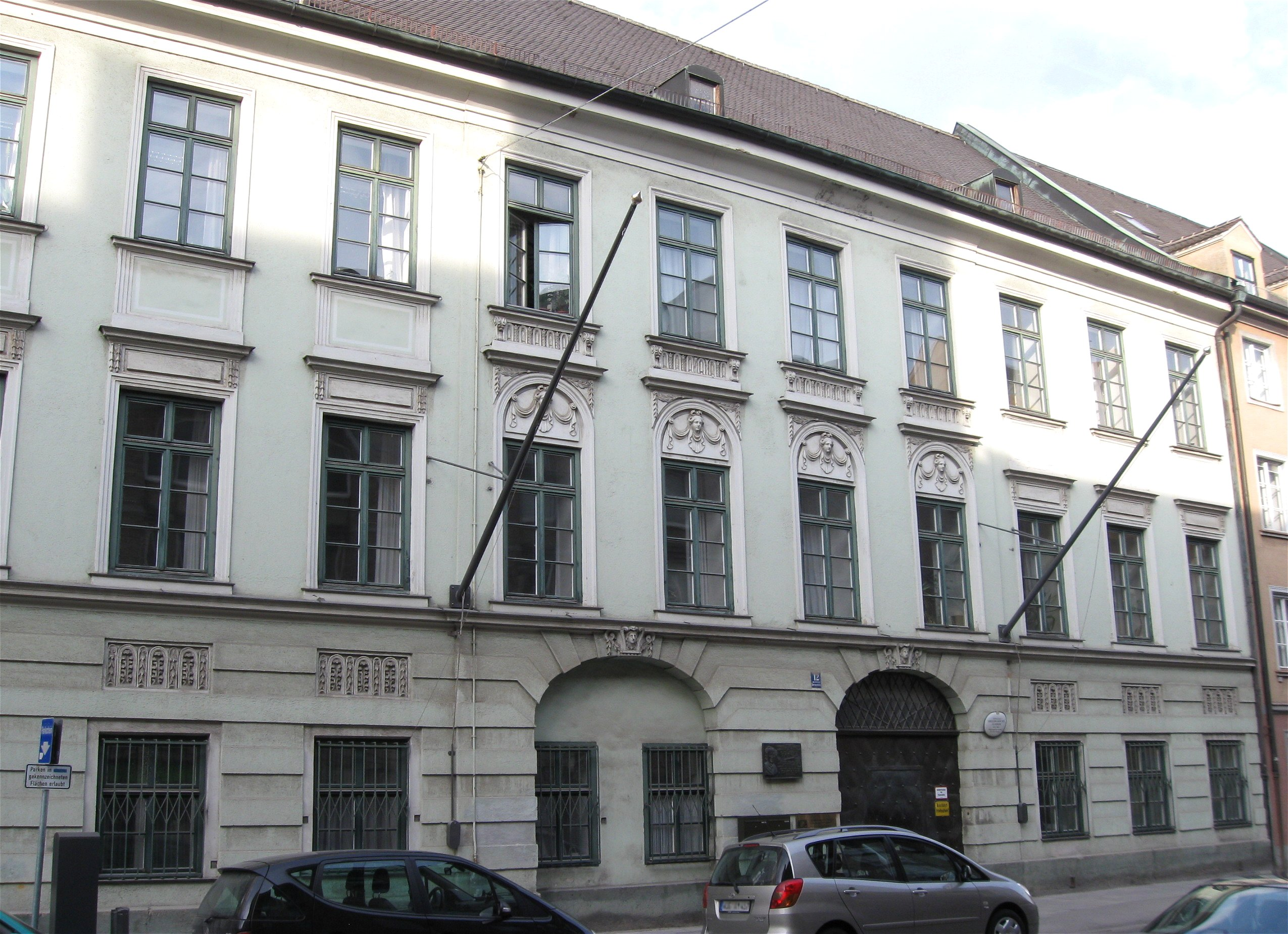
Die Fassade des Erdgeschosses ist rustiziert.
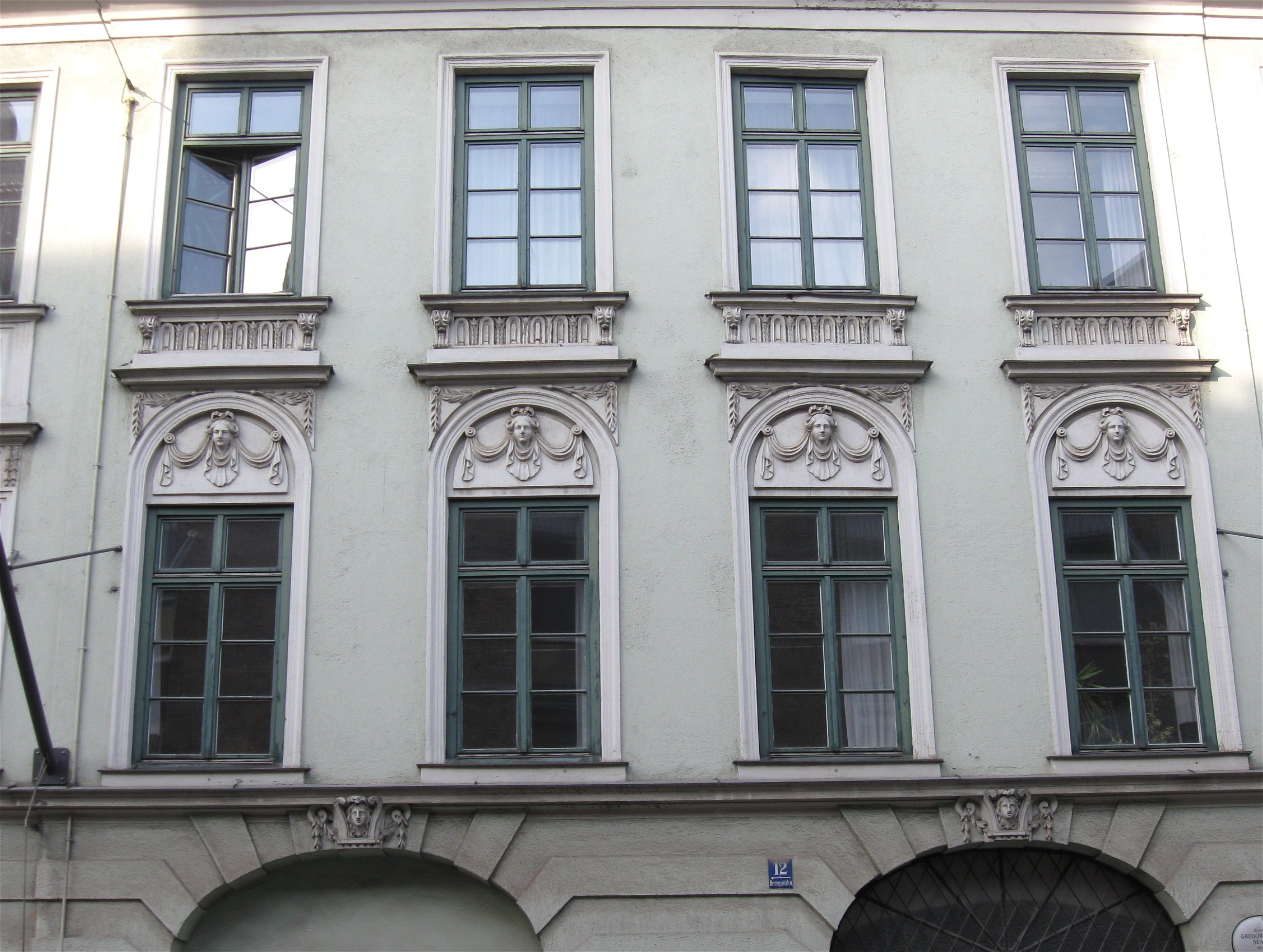
Im Mittelteil sind die Flächen zwischen den vier Fenstern des ersten und zweiten Obergeschosses mit Bögen, weiblichen Kopfmasken und Tüchern aus dem Stuckformenrepertoire des Empire (Stilrichtung) dekoriert.
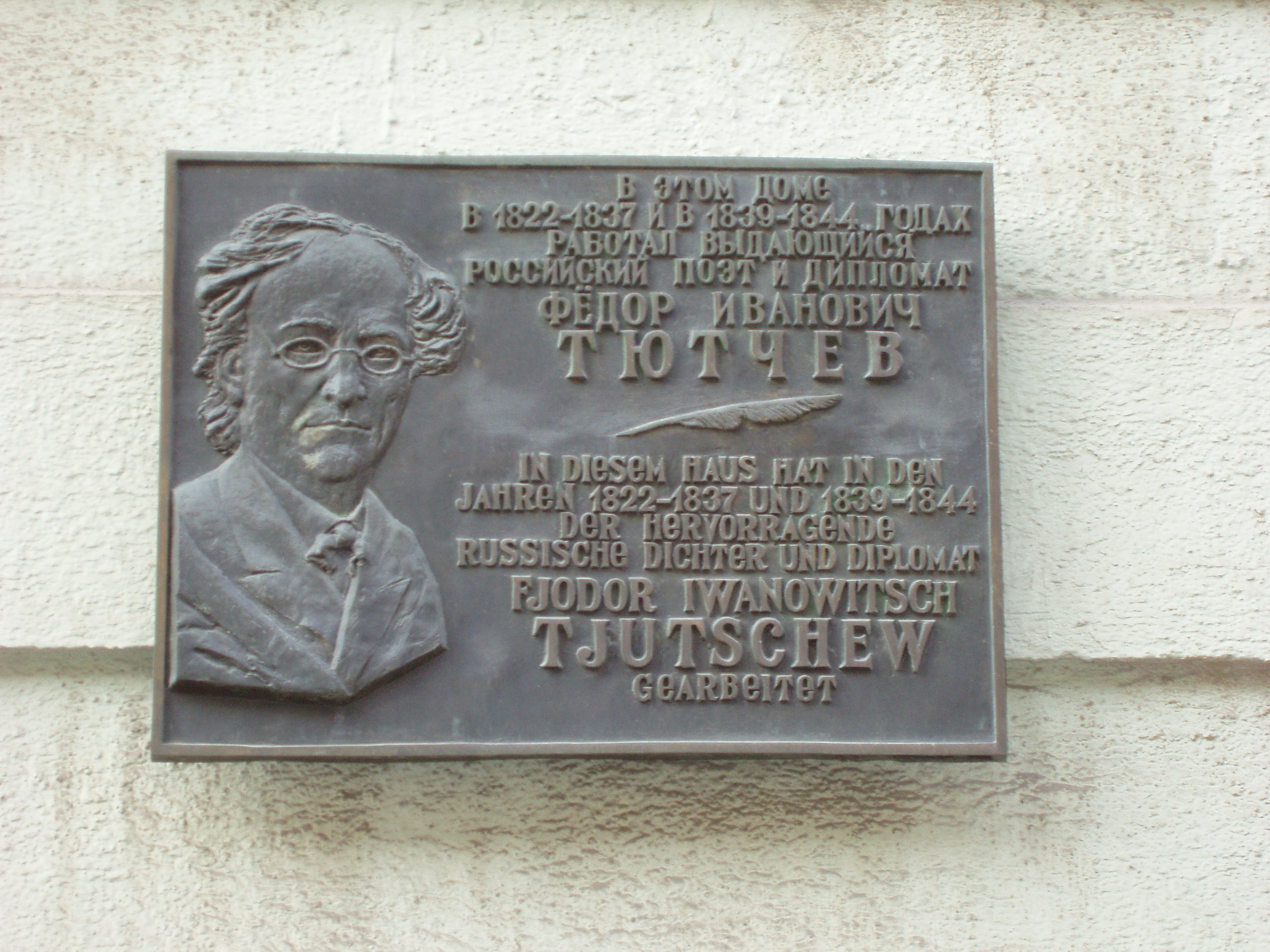
In diesem Haus hat in den Jahren 1822–1837 und 1839–1844 der hervorragende Dichter und Diplomat Fjodor Iwanowitsch gearbeitet.
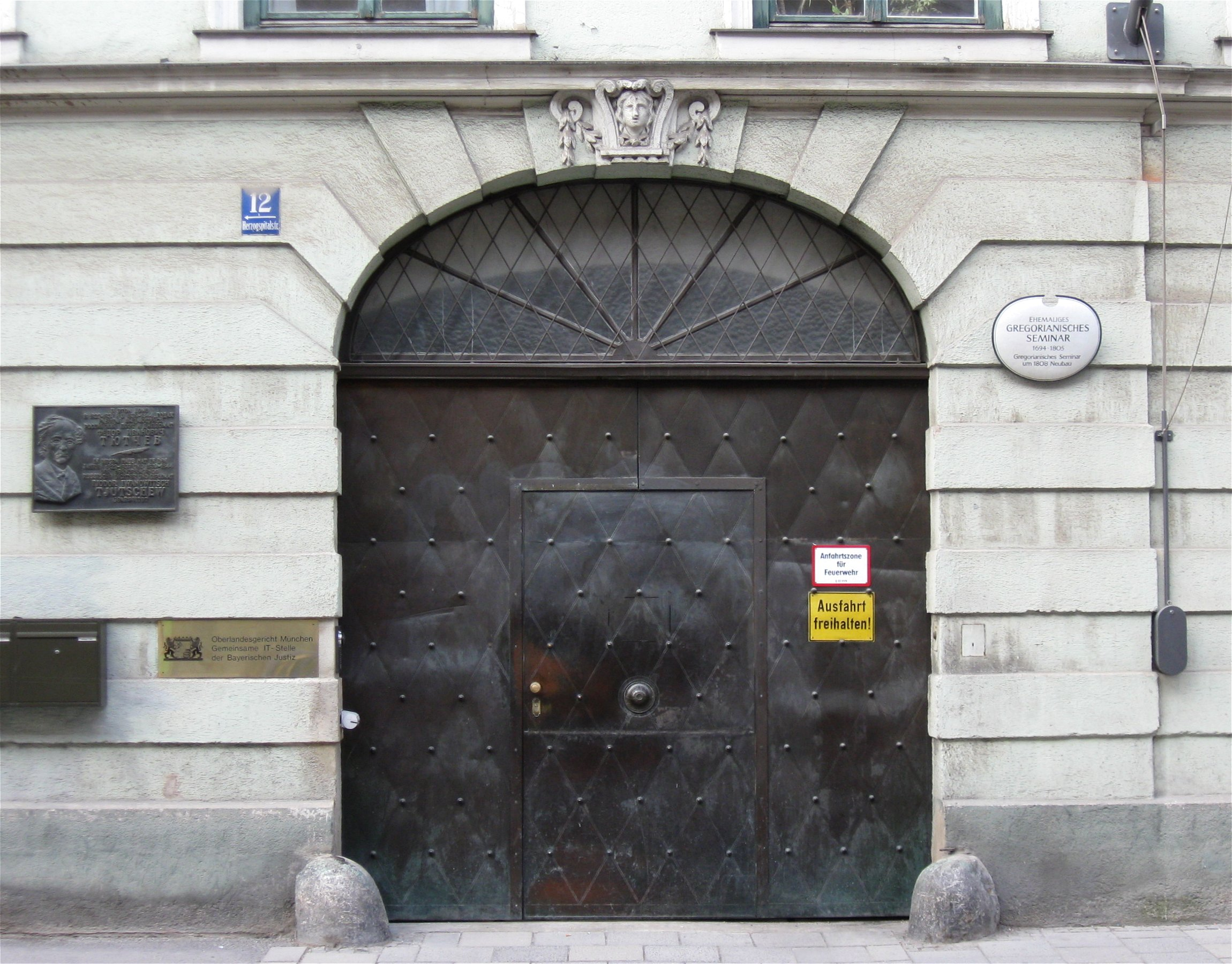
Ab 1921 wurde das Gebäude durch das Finanzamt München-Land genutzt, heute erklärt eine Tafel, dass das Gebäude vom Oberlandesgericht München Gemeinsame IT-Stelle der Bayrischen Justiz genutzt wird.

## Weitere Gebäude mit den NamenPalais Woronzow
- Das Palais Woronzow in Sankt Petersburg wurde für Mikhail Illarionovich Woronzow (* 12. Juli 1714; † 15. Februar 1767) von 1749 bis 1758 nach Plänen von Bartolomeo Francesco Rastrelli erstellt.
- Das Palais Woronzow in Alupka, auch Woronzow-Palast, wurde für Michail Semjonowitsch Woronzow von 1828 bis 1848 nach Plänen von Edward Blore erstellt.
- Das Palais Woronzow in Odessa wurde für Michail Semjonowitsch Woronzow von 1830 bis 1848 nach Plänen von Francesco Boffo erstellt.
- Das Palais Woronzow in der Rustaveli Avenue in Tiflis wurde 1868 für Hilarion Woronzow-Daschkow (* 27. Mai 1837; † 25. Januar 1916), zaristischer Gouverneur des Kaukasus, General der Kavallerie, einer der größten Grundbesitzer in Russland, Sohn des Iwan Illarionowitsch Woronzow-Daschkow erbaut.